# دورسی رایت
دورسی رایت (انگلیسی: Dorsey Wright؛ زادهٔ آوریل ۱۹۵۷ (۶۷ سال)) یک هنرپیشه اهل ایالات متحده آمریکا است. وی بین سال‌های ۱۹۷۹ تا ۲۰۰۵ میلادی فعالیت می‌کرد.